# Lago Sfundau
Der Lago Sfundau ist ein kleiner Speichersee in der Gemeinde Cevio im Schweizer Kanton Tessin.
Der See ist rund 300 Meter lang und 150 Meter breit. Er hat eine Fläche von 0,129 km² und liegt auf 2390 m ü. M. Er hat ein Volumen von 4,3 Mio. m³, wovon 4,1 Mio. m³ Nutzinhalt sind. Der See wird von kleineren Bächen gespiesen.
Der See ist über einen Bergwanderweg erreichbar und liegt zwischen der Cristallinahütte und der Alp Robièi.